# Loho
Loho (egyszerűsített kínai írással: 漯河市, pinjin: Luòhé) prefektúra szintű város Kínában, Honan tartományban. Lakosainak száma 2 367 490 fő (2020).

## Népesség
| 2010 | 2 544 266 |
| 2020 | 2 367 490 |